# Исвоареле (Ђурђу)
Исвоареле (рум. Isvoarele) насеље је у Румунији у округу Ђурђу. Oпштина се налази на надморској висини од 41 m.

## Становништво
Према подацима из 2011. године у насељу је живело 1935 становника.

### Хронологија
| Година       | 2004 | 2005 | 2006 | 2007 | 2008 | 2009 | 2010 | 2011 | 2012 | 2013 | 2014 | 2015 | 2016 | 2017 |
| ------------ | ---- | ---- | ---- | ---- | ---- | ---- | ---- | ---- | ---- | ---- | ---- | ---- | ---- | ---- |
| Становништво | 1487 | 1509 | 1517 | 1544 | 1575 | 1580 | 1585 | 1582 | 1567 | 1542 | 1556 | 1541 | 1552 | 1545 |